# Consonne spirante glottale nasale
La consonne spirante (ou approximante) glotale nasale est un type de son consonantique utilisé dans certaines langues orales. Le symbole qui le représente dans l'alphabet phonétique international est ‹ h̃ ›, c'est-à-dire un h avec un tilde. Le symbole équivalent est h~ dans X-SAMPA.
Les spirantes nasales [j̃], [w̃] et [h̃] peuvent être appelées « glissements nasaux » ou « glides nasaux ».